# ラスト・フル・メジャー 知られざる英雄の真実
『ラスト・フル・メジャー 知られざる英雄の真実』（ラストフルメジャー しられざるえいゆうのしんじつ、原題: The Last Full Measure）は、2019年公開のアメリカ合衆国の映画。トッド・ロビンソン脚本・監督によるノンフィクション、戦争映画、ドラマ映画である。
ベトナム戦争にて自ら救助に徹し多数の兵士を生還させたアメリカ空軍パラレスキュー部隊の隊員ウィリアム・H・ピッツェンバーガーの名誉勲章授与を巡る模様を描く。ジミー・バー役を演じたピーター・フォンダの遺作である。また、フランク・ピッツェンバーガー役のクリストファー・プラマーの最後の実写出演作でもある。なお、本作の原題「The Last Full Measure」はゲティスバーグ演説から取られたものである。

## ストーリー
この映画は、ベトナム戦争中に60人以上の兵士を救ったアメリカ空軍のパラレスキュー部隊の隊員であり、ベトナム戦争の英雄ウィリアム・H・ピッツェンバーガーの実話に基づいている。
1966年4月11日、ピッツェンバーガーは戦場に取り残された兵士を救い出すべく、ヘリコプターで現地へと向かった。ところが、敵の攻撃が予想以上に激しく、操縦士はヘリコプターを滞空させることが困難だと判断し、救助活動の途中で基地へ引き上げる決断を下した。激しい砲火で負傷した兵士を助けるために、チームの他の隊員が拒否しする中、ピッツェンバーガーは比較的安全な救助ヘリコプターから地上に降下することを選択した。多くの兵士を救った後、彼はこの戦争で最も多い死傷者を出した戦闘から最後のヘリコプターで退避するよう命じられた。しかし彼は、米陸軍第1歩兵師団の兵士を救い守るために残ることを選択し、自らの命を犠牲にした。彼の奮闘のお陰で、9人の兵士たちが生還出来た。
32年後の1998年、出世コースを順調に歩んでいる国防総省職員のスコット・ハフマンは、ピッツェンバーガーの両親とピッツェンバーガーの最後の任務で一緒だったトム・タリーによるピッツェンバーガーへの名誉勲章の死後叙勲の請願を精査する任務を渋々引き受ける。ハフマンは、ピッツェンバーガーの並外れた勇気を目の当たりにし、またはそれによって救われた退役軍人たちの証言を得ていく。その中にはタコダ、バー、モットも含まれており、彼らは自らの戦場での記憶に苦しんでいる。
ハフマンはピッツェンバーガーの無私な勇気について深く知るに連れ、ピッツェンバーガーに名誉勲章が授与されなかったことの背後には、数十年にわたる省上層部での陰謀があったことを知ることになる。1966年にピッツェンバーガーが戦死した時点では、空軍は名誉勲章を受章した下士官の氏名を公表していなかった。これにより、ハフマンは自身のキャリアを危険にさらすことになりかねない状況となる。というのは、ピッツェンバーガーの戦死の原因となった極めて危険な任務を課した中隊の元指揮官であり、現在は再選を目指している合衆国上院議員となっている人物に関して物議を醸す可能性が出て来たからである。
1966年初頭、北ベトナム軍やベトコン（南ベトナム解放民族戦線）が米軍との戦闘をわざと回避している気配が見られていた。敵の死者数（ボディーカウント）を戦果の指標としている米軍は、カウントを稼ぐ観点から、敵を誘き出すために敵陣の近くに一個中隊を降下させ囮にしていたのだった。敵が出て来たら、比較的近隣に配置された他の中隊も戦場に集まり、一挙に敵を殲滅するという作戦だったが、他の中隊が来るのに時間がかかり、囮の中隊だけが集中砲火を浴びたのだった。また、囮の中隊は無線で空軍の敵陣爆撃を要請したが、爆撃地点を誤って指示したことから、囮の中隊が誤爆を受けてしまった。この様な失策を隠蔽する必要があったのである。
勲章を授与するための上院での動議が、これとは無関係な政治的対立のせいで否決されると、ハフマンはその話を公表し、最終的には大統領令によりピッツェンバーガーに名誉勲章が授与されることになった。授賞式の前に、モットは勇気を出してピッツェンバーガーの最後の手紙を嘗ての恋人に届ける。授賞式には癌に冒されているいるピッツェンバーガーの父親と母親も出席し、式では彼らの息子の義務、勇気、犠牲が語られる。空軍長官は両親にメダルを授与し、ピッツェンバーガーの行動により人生が影響を受けた出席者全員を称え、「これは1人の人間が出来ることの力だ」と述べる。エピローグでは、2019年の時点で数百万人の米軍人のうち名誉勲章受章者3,489人のうち、空軍下士官は僅か3人であることが示される。

## キャスト
※括弧内は日本語吹替。
- スコット・ハフマン - セバスチャン・スタン（白石充）
- フランク・ピッツェンバーガー - クリストファー・プラマー（小林清志）
- トム・タリー - ウィリアム・ハート（吉富英治）
  - 若い頃のトム・タリー - イーサン・ラッセル
- レイ・モット - エド・ハリス（藤井隼）
  - 若い頃のレイ・モット - ザック・ローリグ
- ビリー・タコダ - サミュエル・L・ジャクソン（手塚秀彰）
  - 若い頃のビリー・タコダ - サーダリウス・ブレイン（英語版）
- ウィリアム・H・ピッツェンバーガー（英語版） - ジェレミー・アーヴァイン（喜多田悠）
- ジミー・バー - ピーター・フォンダ（岡本幸輔）
  - 若い頃のジミー・バー - ジェームズ・ジャガー
- セリア・オニール - リサ・ゲイ・ハミルトン
- ジェイ・フォード - マイケル・インペリオリ
- アリス・ピッツェンバーガー - ダイアン・ラッド
- ドナ・バー - エイミー・マディガン
- F・ウィッテン・ピータース（英語版） - ライナス・ローチ
- タラ・ハフマン - アリソン・スドル
- カールトン・スタントン - ブラッドリー・ウィットフォード（田所陽向）
- ケッパー - ジョン・サヴェージ
  - 若い頃のケッパー - コディ・ウォーカー
- ホルト - デイル・ダイ
  - 若い頃のホルト - リチャード・コーソーン（英語版）
- ジョン・クエイド - ジュリアン・アダムズ（英語版）

## 製作
1999年、トッド・ロビンソン監督は別の映画を作るためのリサーチの途中でウィリアム・H・ピッツェンバーガーの存在を初めて知った。監督は「ピッツェンバーガーに名誉勲章が授与されるまでに30年以上を要したのは何故か」という疑問を抱き、ピッツェンバーガーについて詳しく調べていった。監督は映画プロデューサーのシドニー・シャーマンと共に本作の企画を50以上の製作会社に持ち込んだが、関心を示した会社は一つもなかった。監督は取り敢えず本作の脚本を書き上げることにしたが、その時点で映画化に漕ぎつけられる目処は立っていなかった。
2007年、ニュー・ライン・シネマが本作の映画化権を購入したが、ほどなくして同社は権利をワーナー・ブラザース映画に売却し、映画化は白紙になってしまった。ロビンソン監督とシャーマンはその後も製作資金を集めるのに奔走し、2017年、ついに映画化に着手することができた。

### キャスティング
2016年5月9日、スコット・イーストウッドとエド・ハリスの起用が発表されると共に、ローレンス・フィッシュバーンとモーガン・フリーマンに本作への出演オファーが出ていると報じられたが、後2者の出演交渉は不首尾に終わり、イーストウッドは出演しなかった。2017年3月、サミュエル・L・ジャクソン、セバスチャン・スタン、クリストファー・プラマー、ウィリアム・ハート、ブラッドリー・ウィットフォード、マイケル・インペリオリ、ライナス・ローチ、グラント・ガスティン、リサ・ゲイ・ハミルトンらの出演が決まった（ただし、ガスティンは出演しなかった）。同月下旬、本作の主要撮影がジョージア州アトランタとコスタリカで始まった。4月4日、エイミー・マディガンとピーター・フォンダが本作に出演するとの報道があった。7月末から8月初頭にかけて、サーダリウス・ブレイン、コディ・ウォーカー、ジェレミー・アーヴァインがキャスト入りした。

### 音楽
2017年3月20日、ジェフ・ローナが本作で使用される楽曲を手掛けることになったとの報道があった。10月19日、降板することになったローナの後任にフィリップ・クラインが起用されたと報じられた。2020年1月24日、本作のサウンドトラックが発売された。

## 公開・マーケティング
2018年9月6日、ロードサイド・アトラクションズが本作の全米配給権を購入したとの報道があった。2019年10月19日、退役軍人向けに本作を無料で上映する会が催され、それがプレミア上映となった。11月25日、本作のオフィシャル・トレイラーが公開された。

## 評価
本作に対する批評家からの評価は平凡なものに留まっている。映画批評集積サイトのRotten Tomatoesには49件のレビューがあり、批評家支持率は61%、平均点は10点満点で6.16点となっている。サイト側による批評家の見解の要約は「『ラスト・フル・メジャー 知られざる英雄の真実』は題材となっている出来事の核心を掴もうとして苦戦している。しかし、最終的には、驚くべき実話を忠実に表現した名演技のお陰で、何とか形になった。」となっている。また、Metacriticには21件のレビューがあり、加重平均値は52/100となっている。